# Mikhaïl Somov
Pour les articles homonymes, voir Somov.
Mikhaïl Mikhaïlovitch Somov (en russe : Михаил Михайлович Сомов) né le 7 avril 1908 (calendrier grégorien) / 25 mars 1908 (calendrier  julien) à Moscou et mort le 30 décembre 1973 à Leningrad est un océanologue et explorateur russe des régions polaires.

## Biographie
D'avril 1950 à avril 1951, il occupe une station dérivante en Arctique puis, en 1955-1956, dirige une mission soviétique en Antarctique

## Hommages
La planétoïde 3334 Somov et le brise-glace océanographique polaire russe Mikhaïl Somov ont été baptisés en son honneur, ainsi que la mer de Somov située en Antarctique.